# Varend Corso Westland

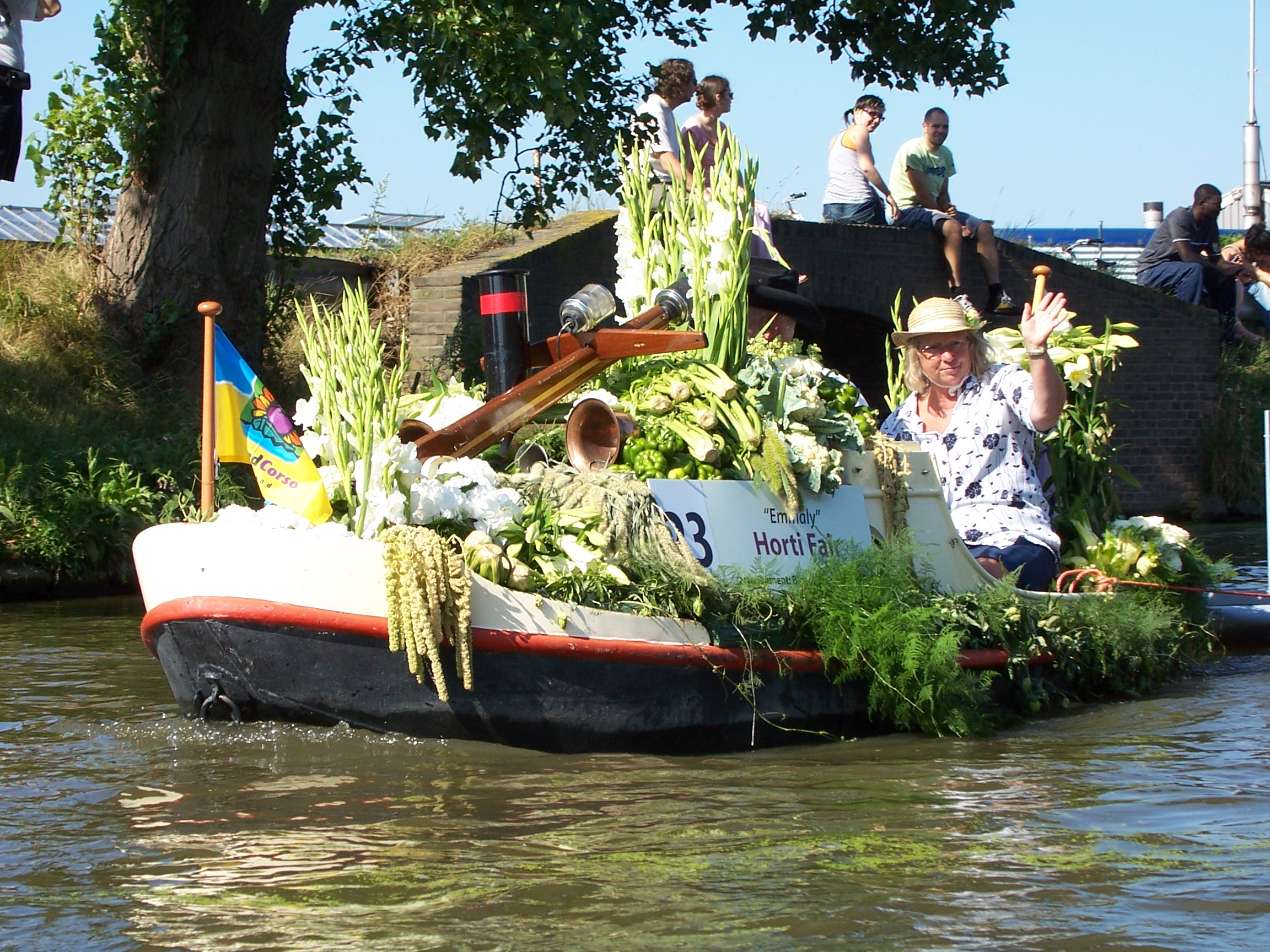
Varend Corso

Het Varend Corso Westland is een jaarlijks terugkerend evenement in de Nederlandse streek het Westland, waarbij met bloemen, planten, fruit en groente versierde boten over het water varen door de kernen van Westland, Midden-Delfland, Delft, Rijswijk, Den Haag, Vlaardingen en Maassluis. De route is in totaal 70 km lang en wordt in drie dagen afgelegd. Voor de mooist versierde boten zijn er prijzen te winnen. 
Het eerste corso vond plaats in 1998, toen Poeldijk en Naaldwijk hun 800jarig bestaan vierden. Het eerste jaar werd het georganiseerd vanuit De Lier, waar al een gondelparade bestond. Sindsdien heeft het ieder jaar een andere route en een ander thema. Het Varend Corso is  gestaag gegroeid; zo had het in 2009 ongeveer 300.000 bezoekers, en in 2018 550.000. Nieuw voor 2020 is de toevoeging van een zogenaamde Den Haag-dag: hierdoor komt het aantal dagen uit op vier. In 2020, 2021 en 2025 vond geen Varend Corso plaats. In 2020 en 2021 werd het afgelast vanwege de coronapandemie die in 2020 uitbrak en in 2025 vanwege de NAVO-top dit dat jaar in juni plaats gaat vinden. De Haagse politie had daarvoor opgeroepen om rond die tijd zo min mogelijk evenementen te organiseren, omdat veel politie nodig is bij die top. Het corso zou dat jaar eerst worden verschoven naar het Hemelvaartweekend maar werd toch afgelast omdat het door deze vervroeging niet mogelijk was om het corso goed te kunnen voorbereiden.

## Galerij

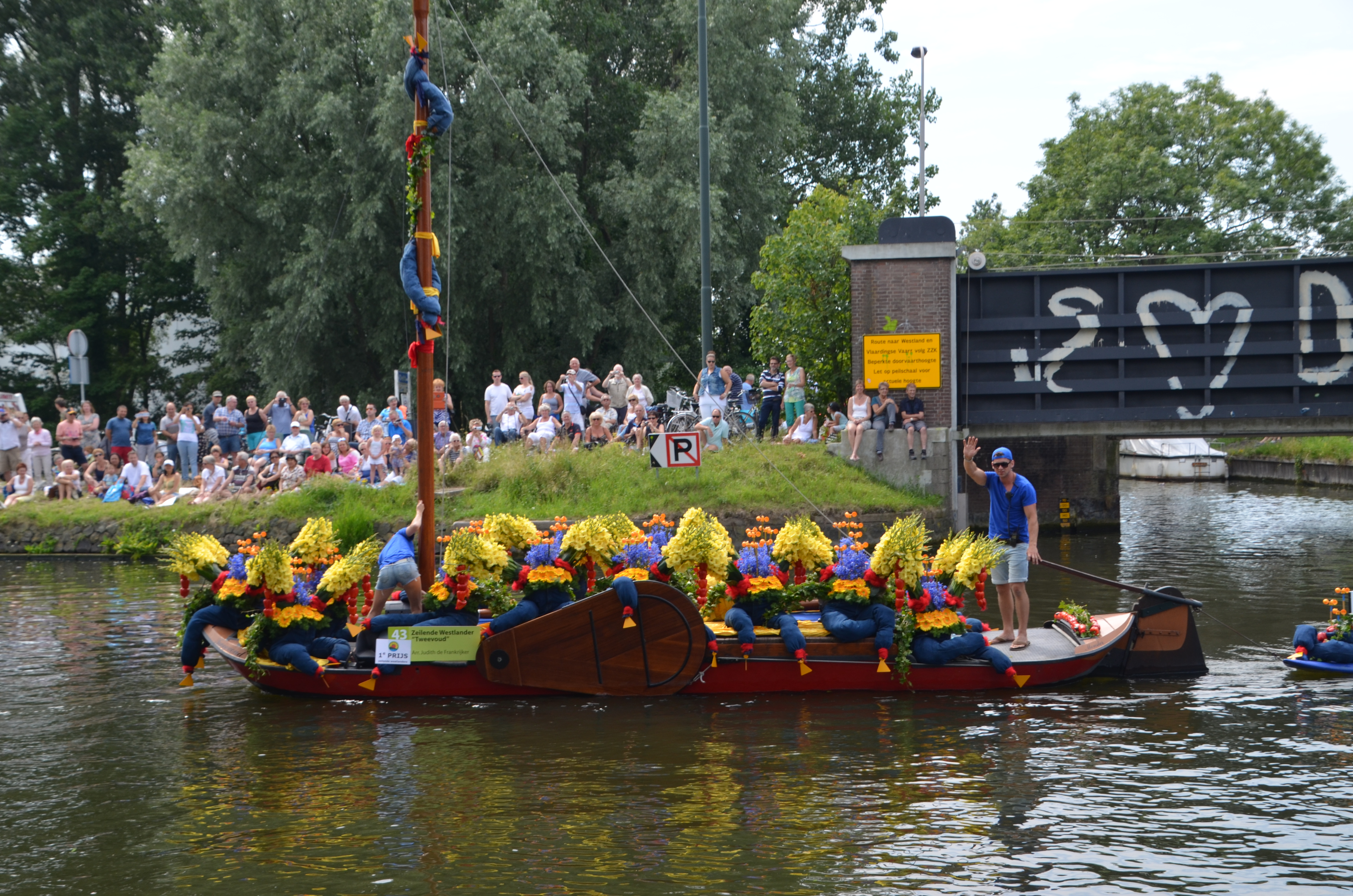
Corso 2015
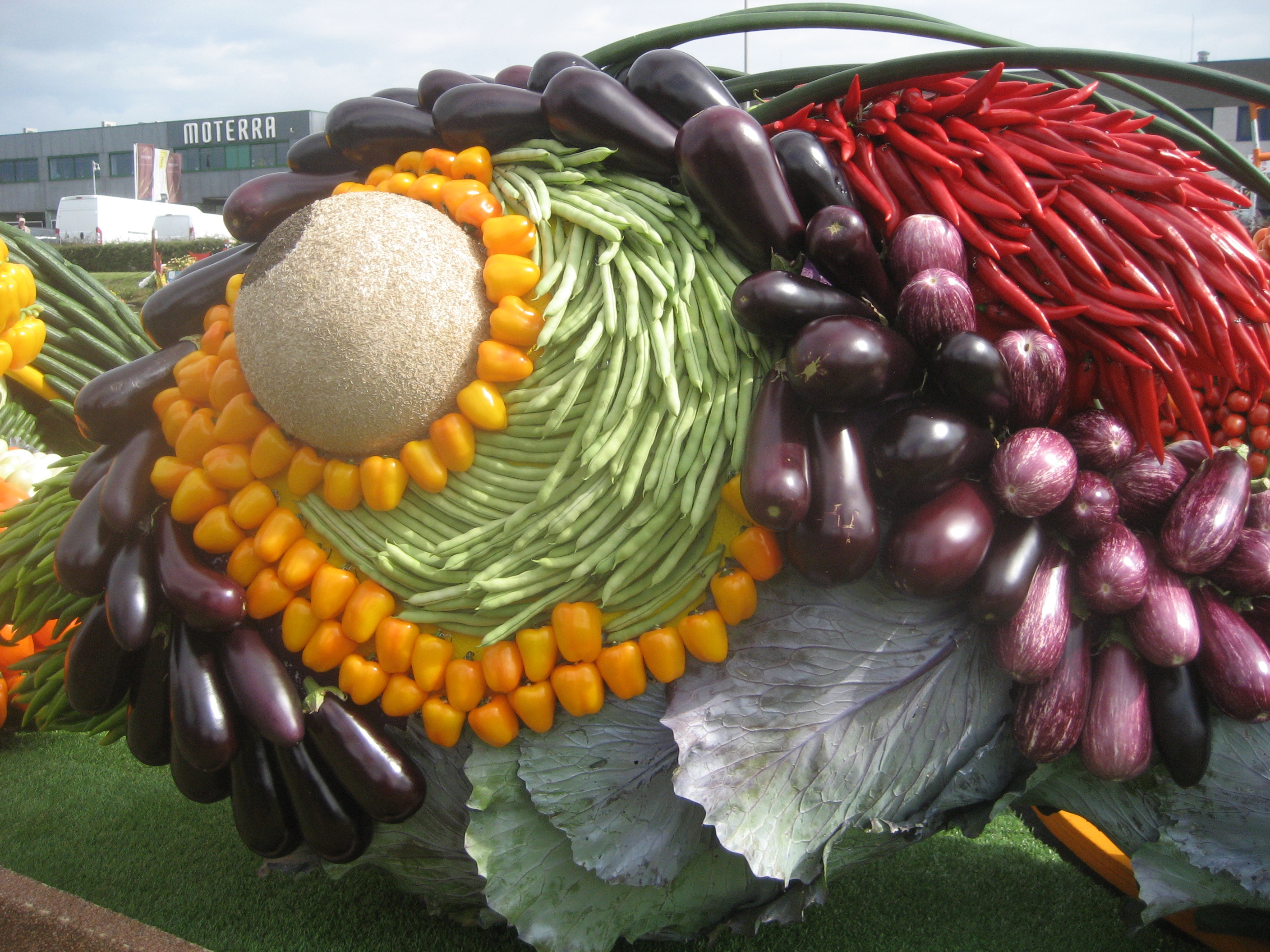
Corso 2016
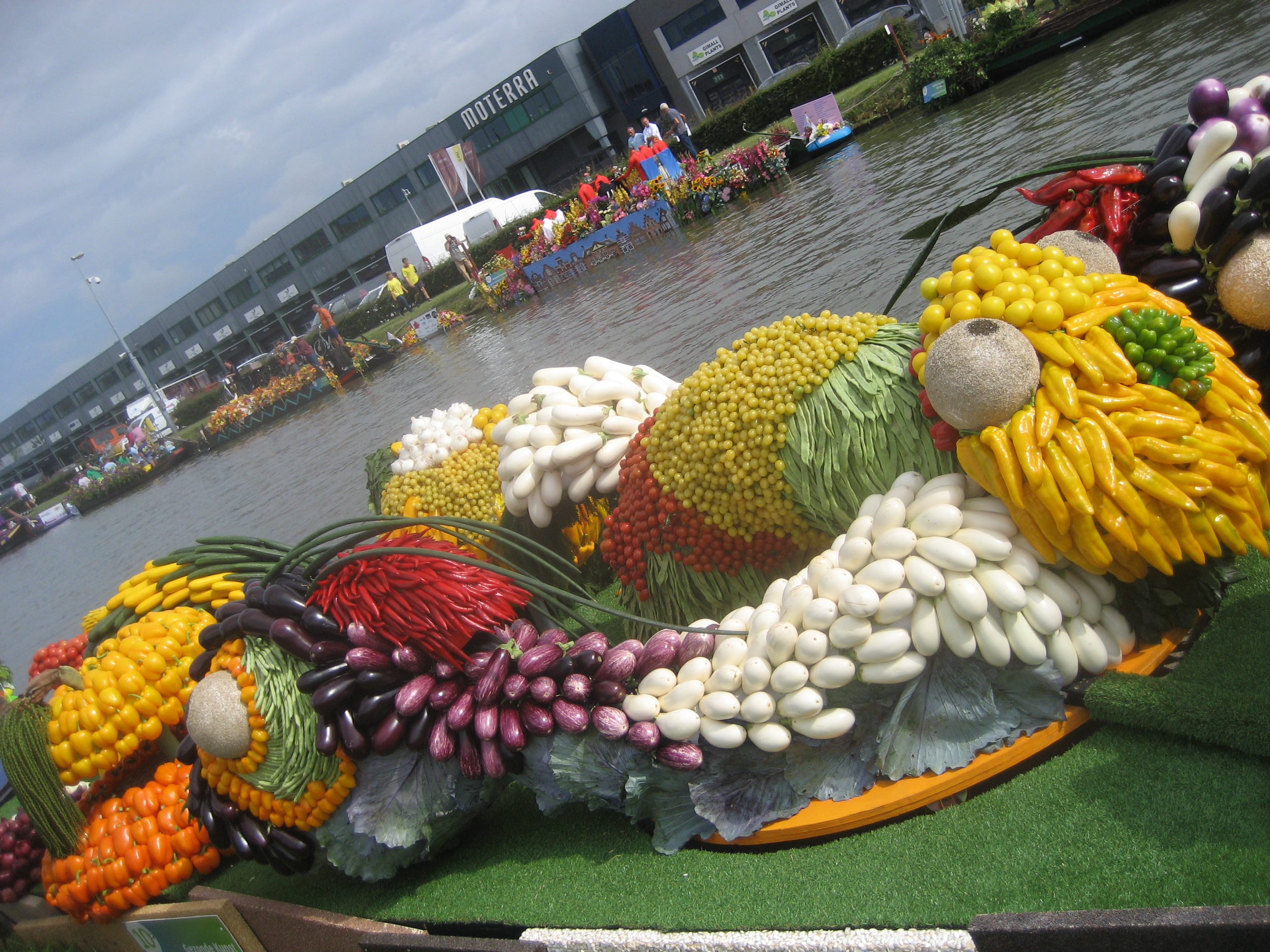
Corso 2016